# 千歲村 (樺太廳)
千歳村（日语：／ Chitose mura */?）是日本統治下的樺太大泊郡的已不存在的一村。

## 關連項目
- 日本廢止市町村列表
- 南樺鐵道
- 一之澤站